# Conrad Smith
Conrad Gerard Smith (Hawera, 12 ottobre 1981) è un ex rugbista a 15 e allenatore di rugby a 15 neozelandese, che giocava nel ruolo di tre quarti centro. Nella sua carriera è stato bi-campione del mondo nel 2011 e 2015 con gli All Blacks. Dal 2020 è direttore dello sviluppo e della formazione nel Pau in Top 14.

## Biografia
Studente superiore al Francis Douglas Memorial College di New Plymouth, compì gli studi universitari a Wellington dove si laureò in giurisprudenza, e nella cui provincia rugbistica esordì nel 2003.
L'anno successivo debuttò nel Super 12 nelle file degli Hurricanes, subentrando dalla panchina; quello fu l'unico incontro nel campionato SANZAR quell'anno, ma a fine stagione giunse la convocazione e il debutto negli All Blacks, in un test match al Flaminio di Roma contro l'Italia.
Prese parte successivamente alla Coppa del Mondo di rugby 2007 e ai due Grandi Slam nei tour nelle Isole britanniche del 2008 e del 2010, e infine alla Coppa del Mondo di rugby 2011 che la Nuova Zelanda vinse (anche se smith non disputò la finale).
Tre quarti centro di potenza e rendimento, fu capitano degli Hurricanes dalla stagione di Super Rugby 2012; in carriera ha tuttavia avuto spesso lunghi periodi di inattività a causa di diversi infortuni e problemi vari, il più recente dei quali alla retina a metà 2012, risolto mediante un breve intervento chirurgico.
Nel 2007 disputò anche, contro un XV del Sudafrica, un incontro per la selezione a inviti dei Barbarians.
La sua carriera internazionale terminò con la fine della Coppa del Mondo di rugby 2015, vinta per la seconda volta consecutiva, in quanto Smith, al pari del suo connazionale Colin Slade, decise il trasferimento alla squadra francese del Pau per due stagioni a partire dal campionato 2015-16.
Il 31 dicembre 2015 ricevette, per i suoi contributi alla disciplina, l'onorificenza di membro dell'Ordine al merito della Nuova Zelanda.

## Palmarès
- Coppe del mondo: 2
Nuova Zelanda: 2011, 2015